# Перфильев, Пётр Павлович
Пётр Па́влович Перфи́льев (7 (19) января 1897, Санкт-Петербург — 2 июля 1977, Ленинград) — советский энтомолог и паразитолог, специалист по биологии москитов.

## Биография
Родился в Санкт-Петербурге в 1897 году. В 1923 году окончил Петроградский университет. С 1922 по 1956 годы работал в Военно-медицинской академии. В 1936 году без защиты диссертации ему была присуждена степень кандидата биологических наук. В 1938 году совокупности работ ему присуждена степень доктора биологических наук. В 1941 году получил учёное звание профессора. С 1956 по 1963 годы возглавлял Ленинградское отделение Института истории естествознания и техники АН СССР.
Умер в Ленинграде 22 сентября 1977 года.
Похоронен на Богословском кладбище Санкт-Петербурга.

## Научные достижения
Внёс вклад в изучение экологический и биологических особенностей москитов, выявлял их эпидемиологическое значение. Принимал участие в разработке новых способов борьбы с лихорадкой в Крыму. Разрабатывал методы культивирования москитов в условиях лаборатории.
Его учениками защищены три докторские и девять кандидатских диссертаций.

### Виды, описанные Перфильевым
Описал несколько новых для науки видов москитов, в том числе:
- Phlebotomus arpaklensis Perfiliev, 1933
- Phlebotomus major krimensis Perfiliev, 1966
- Phlebotomus murgabiensis Perfiliev, 1939
- Sergentomyia pawlowskyi (Perfiliev, 1933)
- Phlebotomus smirnovi Perfiliew, 1941
- Sergentomyia sumbarica (Perfiliew, 1933)

### Награды
Награждён многими орденами и премиями
- Орден Красной Звезды (1941 и 1944)
- Орден Отечественной войны 1-й степени (1944)
- Орден Красного Знамени (1947 и 1953)
- Орден Ленина (1947)
- Сталинская премия (1950)

## Избранные публикации
Автор 85 публикаций, в том числе двух томов Фауны СССР:
- Перфильев П. П. Москиты // Фауна СССР. Насекомые двукрылые. — М.—Л.: Издательство АН СССР, 1937. — Т. 3, вып. 2. — 145 с. — (Новая серия № 10).
- Перфильев П. П. Москиты (Семейство Phlebotomidae) // Фауна СССР. Насекомые двукрылые. — М.—Л.: Издательство АН СССР, 1966. — Т. 3, вып. 2. — 384 с. — (Новая серия № 93).